# 李全 (嘉靖進士)
李全（1506年—？年），字求全，又字永泉，號石西，四川成都府內江縣人，民籍。

## 生平
五月初八日生，行三，治《書經》，由縣學附學生中式四川鄉試第五十二名舉人，年二十四歲中式嘉靖八年（1529年）己丑科會試第一百四十一名，第三甲第一百零五名進士。授蒲城知縣，降壽州判官，升山西夏縣知縣，歷泸安府同知、南京户部郎中、山東副使。

## 家族
曾祖李自森；祖李杰；父李登仕；前母余氏；張氏。具慶下，妻張氏，兄華；美，弟翠；新。